# والنتین گافت
والنتین یوسیفوویچ گافت (روسی: Валенти́н Ио́сифович Гафт؛ زادهٔ ۲ سپتامبر ۱۹۳۵) بازیگر اهل اتحاد جماهیر شوروی است که در سال ۱۹۸۴ هنرمند مردمی جمهوری شوروی فدراتیو سوسیالیستی روسیه شد.
از فیلم‌ها یا برنامه‌های تلویزیونی که وی در آن نقش داشته است، می‌توان به ۱۲ و مرشد و مارگاریتا اشاره کرد.